# 曽根嘉年
曽根 嘉年（そね よしとし、1910年11月3日 - 2003年10月22日）は、日本の経営者、技術者。三菱自動車工業社長を務めた。

## 来歴・人物
愛媛県出身。1933年に東京帝国大学工学部機械工学科を卒業し、同年に三菱航空機名古屋製作所に入社。堀越二郎率いる軍用機設計チームで堀越の補佐を務め、九六艦戦や零戦、烈風などの機体設計に従事した。
1967年5月に三菱重工業取締役に就任し、1970年5月には常務に就任。1974年1月に三菱自動車工業副社長に就任し、1979年6月に社長に昇格。1981年6月から相談役を務めた。三菱重工業相談役も務めた。
1977年4月に藍綬褒章を受章し、1982年11月に勲二等瑞宝章を受章。
2003年10月22日、死去。92歳没。